# 赫斯特斯萊滕平原
赫斯特斯萊滕平原（英語：Hestesletten），是南極洲的平原，位於南喬治亞群島，處於漢伯格湖和昆伯蘭東灣之間，長3.2公里、寬1.2公里，由英國海外領土管轄。